# سونشینای شینو
سونشینای شینو (به ژاپنی: 尊子内親王 そんしないしんのう)، تولد ۹۶۶ – ۲۴ مهٔ ۹۸۵) دختر امپراتور ری‌زی و فوجیوارا نو کایشی در دوره هی‌آن اهل ژاپن بود. او همسر امپراتور انیو (ژاپن) بود. او خواهر خونی امپراتور کازان بود.